# Рамялис, Станисловас Альбинович
Станисловас Альбинович Рамялис (26 декабря 1936, Rukliai, Утенский район — 12 марта 2011, Вильнюс) — советский футболист, нападающий. Мастер спорта СССР, заслуженный тренер Литовской ССР.

## Биография
Начинал играть в командах КФК и чемпионата Литовской ССР «Спартак» Утена (1953—1955), «Лину Аудинай» Плунге (1957), «Балтия» Клайпеда (1958). Всю карьеру в командах мастеров провёл в клубе «Спартак» / «Жальгирис» Вильнюс в 1958—1973 годах. В первенстве СССР сыграл 441 матч, забил 32 гола. В чемпионате (1960—1962) — 70 матчей, 18 голов (хет-трик в ворота «Молдовы» в 1961 году). В 1975—1979 годах играл в чемпионате Литовской ССР за «Пажангу» Вильнюс.
В 1977—1985 годах — тренер «Жальгириса». Тренер в сборной Литовской ССР на летней Спартакиаде народов СССР 1979.
Футболист года в Литве (1967, 1968).
Орден Литовской федерации футбола II степени (2006).